# Koki Arita
Koki Arita (有田 光希 Arita Koki?), född 23 september 1991 i Niigata prefektur, är en japansk fotbollsspelare.
Arita började sin karriär 2010 i Vissel Kobe. 2012 blev han utlånad till Ehime FC. Han gick tillbaka till Vissel Kobe 2013. 2014 flyttade han till Kyoto Sanga FC. Han spelade 83 ligamatcher för klubben. 2017 flyttade han till Ehime FC.